# Насиље над трансродним особама
Насиље над трансродним особама обухвата физичко и сексуално насиље усмерено према трансродним особама. Неки сматрају да би овај термин требало да се односи и на говор мржње усмерен према трансродним особама и на приказе трансродних особа у медијима који појачавају негативне стереотипе. У поређењу са својим цисродним вршњацима, трансродни и небинарни адолесценти су такође изложени већем ризику од виктимизације у облику малтретирања и узнемиравања, као и од злоупотребе психоактивних супстанци.
Институционална дискриминација транс особа због трансфобије или хомофобије је уобичајена појава за транс особе. Злочини из мржње против транс особа су чести, а „у неким случајевима, нереаговање полиције или других државних званичника доводи до преране смрти трансродних жртава”. Заштита од насиља за трансродне особе варира у зависности од јурисдикције. Због континуираног насиља и убистава трансродних особа, заједнице од 1999. године обележавају Дан сећања на трансродне особе.

## Разликовање од насиља мотивисаног хомофобијом
За разлику од насиља мотивисаног хомофобијом (gay bashing), анти-транс насиље се врши због стварног или перципираног родног идентитета или родног изражавања мете, а не због сексуалне оријентације.
Још од Стоунволске побуне 1969. године, људи из ширих транс заједница често су политички повезани са лезбијским, геј и бисексуалним заједницама. Међутим, истраживачи и неки активисти из ширих транс заједница тврде да би насиље над транс особама требало категорисати одвојено од насиља почињеног на основу сексуалне оријентације. Злочини из мржње мотивисани анти-транс предрасудама концептуално су и карактерно раздвојени од хомофобних злочина у научним истраживањима. Један од аргумената је да спајање насиља над транс особама са насиљем над геј особама брише идентитете људи у ширим транс заједницама и истину о ономе што им се догађа. Ипак, кампање против насиља над геј и транс особама често се виде као да имају заједнички циљ. У случају убиства Гвен Араухо, починиоци оптужени за злочин из мржње против ње покушали су да искористе одбрану „транс-панике”, проширење одбране „геј панике”. Порота није могла да донесе одлуку, али постоје докази да су одбацили одбрану „транс-панике”. Један правни часопис је пружио анализу ове одбране, тврдећи делимично да се емоционална премиса одбране „транс-панике” (шок због откривања неочекиваних гениталија) разликује од емоционалне премисе одбране „геј панике” (шок због тога што је особа добила понуду од припадника истог пола, можда због сопствене потиснуте хомосексуалности).

## Закони који покривају родни идентитет

### Међународно право
Када су Уједињене нације 1948. усвојиле Универзална декларација о људским правима као прву глобалну декларацију о људским правима, права ЛГБТ особа нису била укључена. Упркос томе, неки од чланова декларације могу се тумачити као релевантни:
- Члан 2 даје појединцима сва права и слободе наведене у декларацији „без икаквих разлика у погледу расе, боје коже, пола, језика, вероисповести, политичког или другог мишљења, националног или социјалног порекла, имовине, рођења или других околности”.
- Члан 5 наводи да „нико не сме бити подвргнут мучењу или окрутном, нечовечном или понижавајућем поступању или кажњавању”.
- Члан 7 наводи да су „сви једнаки пред законом и имају право без икакве дискриминације на једнаку заштиту закона. Сви имају право на једнаку заштиту од било које дискриминације којом се крши ова Декларација и од сваког подстицања на такву дискриминацију”.
- Члан 9 забрањује „произвољно хапшење, притварање или изгнанство” (што је, према члану 2, заштићено од разлика на основу идентитета или уверења).
- Члан 20 наводи да „свако има право на слободу мишљења и изражавања; ово право укључује слободу да се има мишљење без уплитања и да се траже, примају и шире информације и идеје путем било ког медија и без обзира на границе”.[17]

### Пакистан
Права трансродних особа су правно заштићена законом Пакистана кроз Закон о заштити права трансродних особа из 2018., који забрањује дискриминацију и насиље над транс особама у земљи.

### Сједињене Америчке Државе
У Сједињеним Државама, тренутно седамнаест држава и Дистрикт Колумбија имају законе о злочинима из мржње који штите људе од виктимизације на основу њиховог родног идентитета (то су Калифорнија, Колорадо, Конектикат, Делавер, Хаваји, Илиноис, Мериленд, Масачусетс, Минесота, Мисури, Невада, Њу Џерзи, Нови Мексико, Њу Хемпшир, Мејн, Орегон, Роуд Ајланд, Тенеси, Вермонт, Вирџинија, Јута, Вашингтон и Вашингтон, Д.Ц.).
Закон Метју Шепард проширио је савезне законе о злочинима из мржње тако да укључују род, родни идентитет и сексуалну оријентацију. Да би се квалификовао као савезни злочин из мржње у Сједињеним Државама, злочин мора укључивати успешну или покушану телесну повреду услед употребе ватреног оружја, експлозива, оружја, ватре или запаљивих направа. Злочини из мржње су покривени државним, а не савезним законима, осим ако жртва или оптужени не путују преко државних или националних граница; користе међудржавну саобраћајницу; ако је оружје пренето преко државних граница; или ако понашање омета или на други начин утиче на трговину преко државних граница. Ово значи да, осим ако се злочини из мржње према савезној дефиницији не догоде на начин који не утиче само на једну државу, државе имају слободу да спроводе сопствене законе о злочинима из мржње. Заштита коју пружају ови закони се значајно разликује. Пенсилванија, на пример, није укључила родни идентитет у своје заштите од злочина из мржње од када је то повучено из закона 2008. године.

## По државама

### Америке

#### Сједињене Америчке Државе
Крајем 2000-их, у геј четврти Сијетла, Капитол Хилу, било је доказа о повећању инцидената насиља над транс особама.

##### „Закони о тоалетима” за спровођење родне употребе тоалета
„Закони о тоалетима” (Bathroom bills) су предлози закона који се односе на приступ тоалетима и родни идентитет. У Сједињеним Државама је предложен низ закона са циљем да се ограничи приступ тоалетима онима који се не идентификују са полом наведеним у њиховом изводу из матичне књиге рођених. Неки од ових закона се правдају заштитом цисродних жена од насилних дела која би починили цисродни мушкарци улазећи у њихове просторије под изговором да се идентификују као трансродне жене, иако до сада нема доказа о било каквим таквим случајевима.
Неке трансродне особе су задовољне, а можда чак и преферирају коришћење родно неутралних тоалета, али друге очекују право да користе тоалет оног рода са којим се идентификују. GLSEN је утврдио да издвајање транс студената нуђењем алтернативних опција може имати контраефекат, повећавајући шансе да се они дистанцирају од школе или је потпуно напусте. Коришћење тоалета који нису у складу са родом који особа презентује крши друштвене норме, чак и ако се поштују закони, а једна студија је показала да цисродне особе пријављују нелагоду због неусклађености између родне презентације неке особе и тоалета који користи, чак и када тоалет одговара њиховом полу додељеном по рођењу.

##### Узнемиравање трансродних особа у тоалетима
Трансродне особе су чешће жртве узнемиравања у тоалетима од стране цисродних особа него обрнуто. У једном истраживању, 70 процената трансродних испитаника суочило се са дискриминацијом приликом покушаја коришћења тоалета свог родног идентитета, укључујући „ускраћивање приступа, вербално узнемиравање и физички напад”. Пример таквог узнемиравања догодио се 2018. године, када је републиканска кандидаткиња за Конгрес Калифорније, Хасмина Саведра, изјавила да је чула „мушки глас” из закључане кабине у женском тоалету једног ресторана брзе хране у Лос Анђелесу и снимила себе како, уз помоћ менаџера ресторана, изјурује ту особу из објекта. На снимку, Саведра је рекла да је била спремна да употреби бибер-спреј и електрошокер против трансродне жене. Оваква тактика може резултирати јавним аутовањем тренутног или бившег родног идентитета трансродне особе.
Истраживање трансродне популације спроведено у Вашингтону, Д.Ц., од стране групе DC Trans Coalition, „утврдило је да 70 процената испитаника пријављује да је доживело вербално узнемиравање, напад и да им је ускраћен приступ јавним тоалетима”. Такође је утврђено да „54 процента свих испитаника пријављује неки физички проблем због избегавања коришћења јавних тоалета, као што су дехидрација, инфекције бубрега и уринарног тракта”, што чини приступ безбедним тоалетима питањем јавног здравља. Дана 23. фебруара 2020, гост једног ресторана у Тоа Бахи, Порторико, пријавио је полицији да је трансродна жена ушла у женски тоалет. Полиција је дошла у ресторан и разговарала са трансродном женом. Неко је снимио полицијску интеракцију и објавио видео на друштвеним мрежама. Касније тог дана, та трансродна жена — Алекса Негрон Лусијано, позната и као Неулиса Лусијано Руиз — је убијена.

### Азија

#### Индија
Године 2018, руља је убила трансродну жену у Хајдерабаду, у Индији, након лажних гласина на WhatsApp-у да трансродне жене учествују у трговини децом ради сексуалне експлоатације. У нападу су повређене још три трансродне жене.

#### Пакистан
Упркос постојању правне заштите, транс особе у Пакистану и даље су мете насиља. Између 2015. и септембра 2020. године, у Пакистану је убијено 68 трансродних особа, а 1.500 је било жртва сексуалног напада у више инцидената. У 2018. години, трансродне особе су пријавиле 479 инцидената насиља у Хајбер-Пахтунви.
Године 2019, Amnesty International је објавио извештај у којем се наводи да је Шаму, трансродну новинарку, силовало девет мушкараца у једном од пакистанских градова, Пешавару.
У септембру 2020, истакнута трансродна активисткиња Гул Панра, упуцана је шест пута. Најаб Али је наводно била сексуално нападнута и нападнута киселином због тога што је трансродна.

### Европа
Извештаји о насиљу мотивисаном мржњом према ЛГБТQ+ особама порасли су са 11 процената у 2019. на 14 процената у 2023. години. Насиље над трансродним особама у Европи је знатно распрострањеније него над другим члановима ЛГБТQ+ заједнице на континенту.

#### Уједињено Краљевство
Злочини из мржње према трансродним особама у Енглеској, Шкотској и Велсу, како их је евидентирала полиција, порасли су за 81% од фискалне године 2016–17 (1.073 злочина) до фискалне године 2018–19 (1.944 злочина).

#### Србија
Иако је законодавни оквир у Србији напредовао у погледу заштите од дискриминације, трансродне особе се и даље суочавају са високим степеном насиља, дискриминације и социјалне искључености. Правни систем Србије препознаје родни идентитет као основ за заштиту од дискриминације кроз Закон о забрани дискриминације, међутим, недостаје кровни Закон о родном идентитету и правима интерсекс особа који би системски уредио ову област, укључујући и процедуру правног признања рода. Тренутна процедура за промену ознаке пола у личним документима је дуготрајна, скупа и захтева мишљење психијатра и ендокринолога, а често и хормонску терапију, што представља значајну препреку за многе. Процедура није заснована на самоодређењу, што је препорука међународних тела.
Насиље и злочини из мржње су озбиљан проблем. Истраживања и извештаји организација цивилног друштва, попут организације „Да се зна!”, континуирано бележе висок ниво физичког и психичког насиља. Према подацима ове организације, транс особе, посебно транс жене, су несразмерно погођене злочинима из мржње, који често остају непријављени због страха од даље виктимизације, неповерења у институције и страха од аутовања. Напади се дешавају на јавним местима, у градском превозу, али и унутар породице. Иако је Кривични законик Србије 2012. године увео отежавајућу околност за кривична дела почињена из мржње на основу сексуалне оријентације или родног идентитета, примена ове одредбе у пракси је ретка и недоследна.
Дискриминација је распрострањена у кључним областима живота. У домену запошљавања, транс особе се суочавају са предрасудама послодаваца, што доводи до високе стопе незапослености. Они који су запослени често трпе мобинг и приморани су да крију свој родни идентитет. Приступ здравственој заштити је такође отежан. Иако су неке услуге транзиције покривене здравственим осигурањем, листе чекања су дуге, а здравствени радници често немају довољно знања о специфичним потребама транс особа, што доводи до неадекватне или чак дискриминаторне праксе. У образовном систему, транс ученици и студенти су изложени вршњачком насиљу, а недостатак подршке наставног кадра и адекватних едукативних програма додатно погоршава њихов положај. Медијско извештавање је често сензационалистичко, фокусирано на процес транзиције уместо на системске проблеме са којима се заједница суочава, што доприноси одржавању стереотипа и трансфобије у друштву.

## У медијима
Медији могу допринети насиљу над транс особама кроз дезинформације и тактике застрашивања. Трансродне особе су често негативно представљене у медијима, или уопште нису представљене. Трансродне особе могу бити приказане у медијима као куриозитети или чудаци, као ментално нестабилне особе, као предатори или као лопови. Јавни пример овога је пажња посвећена транзицији Челси Менинг, трансродне војникиње америчке војске која је затворена због објављивања поверљивих докумената на Викиликс-у. Прилог Фокс Њуз-а о транзицији Менингове представљен је песмом групе Аеросмит Dude (Looks Like a Lady), док је водитељка Гречен Карлсон називала Челси њеним претходним именом, исмевајући Њујорк тајмс што јој „помаже” користећи њене жељене родне заменице. Војска је одбијала да јој дозволи да пусти косу дугу као женским затвореницама, и наставила је да је ословљава њеним претходним именом како би се „избегла забуна”, све док суд није наложио употребу њених тачних родних заменица.

## Здравље транс особа
Према Извештају Националног истраживања о дискриминацији трансродних особа о здрављу и здравственој заштити из 2011. године (2011 National Transgender Discrimination Survey Report on Health and Health Care, NTDSR), које је обухватило 6.450 трансродних и родно неконформних особа, људи који се не идентификују са полом додељеним по рођењу суочавају се са препрекама у приступу здравственој заштити и имају већу вероватноћу да се суоче са здравственим проблемима повезаним са својим родним идентитетом.

### Ментално здравље
Трансродне особе доживљавају веће проблеме са менталним здрављем, као што су депресија, анксиозност, поремећаји у исхрани, и посттрауматски стресни поремећај (ПТСП), као и физичке здравствене неједнакости (нпр. кардиоваскуларне болести). Из Извештаја америчког истраживања о трансродним особама из 2015. године, од 27.715 испитаника „четрдесет осам процената (48%) је озбиљно размишљало о самоубиству у последњих годину дана, у поређењу са 4% америчке популације, а 82% је озбиљно размишљало о самоубиству у неком тренутку свог живота”. Транс особе такође имају вишу стопу покушаја самоубиства од опште популације. У 2013. години, 2,2% одраслих у САД је покушало самоубиство док је 41% транс особа покушало самоубиство у неком тренутку свог живота 2011. године. Стопа покушаја самоубиства код трансродних појединаца порасла је на 51% за оне који су били малтретирани или узнемиравани у школи, 55% за оне који су недавно изгубили посао због предрасуда, и 61% и 64% за оне који су били жртве физичког, односно сексуалног напада.
Ниско самопоштовање код трансродних особа повезано је са високим ризиком од преноса ХИВ-а. У 2008. години, стопа ХИВ-а код трансродних жена у Северној Америци износила је 27,7%.

### Приступ здравственој заштити
У истраживањима NTDSR из 2010. и 2011. године, 19% испитаника је пријавило да им је ускраћена медицинска нега због њиховог родног идентитета, а 50% је пријавило недостатак знања пружалаца услуга о здравственим потребама трансродних особа.
Према Закону о приступачној нези (Affordable Care Act), незаконито је да било који здравствени програм који прима савезна средства врши дискриминацију на основу родног идентитета. Дискриминација укључује одбијање пријема, лечења или пружања било којих услуга које су доступне другим пацијентима; подвргавање пацијената наметљивим прегледима; узнемиравање или одбијање да се одговори на узнемиравање од стране другог особља или пацијената; одбијање пружања услуга подршке; обавезу учешћа у конверзионој терапији; и било какав вид ометања у остваривању права на здравствену заштиту.

### Расне неједнакости
Показало се да раса појачава манифестације постојеће дискриминације на основу родног идентитета.
Црне транс жене имају највишу стопу самоубистава од било које друге групе у Сједињеним Државама, при чему скоро половина њих покуша самоубиство током живота, док цисродне црне жене покушавају самоубиство у просеку по стопи од 1,7%.  
Транс ученици који припадају расним мањинама суочавају се са вишим стопама узнемиравања и насиља у школама. Амерички домородачки трансродни ученици суочавају се са највишим стопама сексуалног напада у школи од 24%, затим следе мултирасни (18%), азијски (17%) и црни (15%) ученици. Бели трансродни ученици се суочавају са стопом сексуалног напада од 9% у периоду од вртића до 12. разреда.
Црне транс жене имају вишу стопу ХИВ инфекције од других група, са стопом од 30,8–56,3%, у поређењу са 27,7% код МУЖ трансродних особа у просеку.

#### Полиција и затварање
У Националном истраживању о дискриминацији трансродних особа из 2011. године, 22% испитаника који су имали интеракцију са полицијом пријавило је узнемиравање због предрасуда. 20% је пријавило ускраћивање једнаких услуга. 48% је пријавило да се осећа нелагодно да затражи помоћ полиције. Испитаници који су били у затвору пријавили су вишу стопу узнемиравања од стране службеника него од стране других затвореника. Од свих испитаника, 7% је пријавило да су држани у затворској ћелији искључиво због изражавања родног идентитета, док је овај број износио 41% за црне и 21% за латино транс испитанике. 
Трансродне особе су пријавиле да им је у затвору ускраћена медицинска нега, посебно хормонска терапија, при чему су црне транс особе и америчке домородачке транс особе имале највише стопе пријава.